# Bacillus thuringiensis
Bacillus thuringiensis is een bacterie die een gif afscheidt dat bij insecten en hun larven, vooral rupsen, de darmwand aantast, waardoor het insect ophoudt met eten en na enige dagen te gronde gaat. Dit effect is al beschreven in 1911. De bacterie komt algemeen in de bodem voor en is nauw verwant aan B. cereus en de miltvuurbacterie (B. anthracis). 

## Gif en toepassing
Het gif van B. thuringiensis, dat naar de initialen van de naam van de bacterie meestal Bt of Bt-toxine wordt genoemd, is voor de meeste andere insecten en voor mensen niet schadelijk. Bacillus thuringiensis wordt daarom wel gebruikt als natuurlijk bestrijdingsmiddel en recent is het ook gelukt (door middel van genetische modificatie) het gen voor het vergif in planten in te bouwen, waardoor deze niet meer eetbaar zijn voor plaaginsecten. Hierdoor kon het gebruik van conventionele pesticiden, die voor mens en dier giftig zijn, worden verminderd.
De toepassing in planten door middel van genetische modificatie heeft controversen veroorzaakt. Een maïsvariant met het Bt-gen kwam in opspraak omdat beweerd werd dat het stuifmeel van de maïs (een windbestuiver) door de wind op planten van het geslacht Asclepias terecht zou kunnen komen. Als de bladeren ervan dan werden gegeten door de rupsen van de monarchvlinder (Danaus plexippus) zou het kunnen gebeuren dat die rupsen daaraan doodgingen. Het bestand van de monarchvlinder zou dan achteruitgaan. De Amerikaanse EPA (Environmental Protection Agency) heeft in 2001 geoordeeld dat dit geen reëel gevaar was. Hoewel het effect in het laboratorium was aangetoond bij kunstmatig zwaar met stuifmeel besmette voedselplanten van de monarchvlinder bleek dit effect in de natuur niet in zorgwekkende mate op te treden. Verscheidene onderzoeken in het veld hebben dit bevestigd. Tegenstanders wijzen nog op de theoretische mogelijkheid dat het Bt-gen in andere grassen zou kunnen overgaan door natuurlijke hybridisatie.